# Мара (буддизм)
Ма́ра (санскр. मारमार, māra IAST, «смерть, руйнування», кит. трад. 魔羅, спр. 魔罗, піньїнь: Móluó, акад. Моло) — в буддизмі — демон-спокусник, який очолює царство
богів (параніммітавасаватті) і той, що спокушав Будду Гаутаму видіннями красивих жінок (можливо, своїх дочок). У буддійській космології Мара персоніфікується як втілення нехитрості, загибелі духовного життя. Мара — спокусник, відволікаючий людей від духовних практик шляхом додання привабливості земного життя або видаючи негативне за позитивне.
В абгідгармі Мару поміщають на вище місцеперебування Камадхату (сфера чуттєвого) в світ Парінімітра-вашавартін.
Ранні буддисти, проте, розцінювали Мару не як бога, всемогутнього повелителя зла, а, скоріше, як прикру неприємність. Багато сюжетів переказів, в яких Мара зустрічається з Буддою, мають іронічний відтінок.
«Мара багатоликий» - кажуть буддисти, коли хочуть сказати, що існує деяка сума сил (прихильностей і страхів як результат зіткнень з навколишніми матеріальними та іншими ілюзорними «реальностями»), знову і знову захоплюють людську сутність до чергового втілення.
У традиційному Буддизмі слово «мара» має чотири значення:
1. клеша-мара (санскр. क्लेशक्लेश, kleśa IAST, «трудність, неприємність, страждання») — Мара як втілення всіх невигадливих, низьких емоцій.
2. мритью-мара (санскр. मृत्युमृत्यु, mṛtyu IAST, «смерть») — Мара як втілення смерті, безперервної низки  перероджень.
3. скандха-мара (санскр. स्कन्धस्कन्ध, skandha IAST, здесь: «умовність, форма») — Мара як метафора взаємозв'язку умовностей.
4. девапутра-мара (санскр. देवपुतदेवपुत, devaputra IAST, «дитя бога») — Мара як дитя бога, тобто, власне Мара як істота. Ця іпостась Мари близька з індуїстською концепцією майї[2].

У ранньому буддизмі значення надавалося як буквальному, так і «психологічному» сприйняттю Мари. Вважається, проте, що як би ми не розуміли Мару, він має владу рівно настільки, наскільки ми йому це дозволяємо.
В буддійській іконографії існує мудра-бхуміспарша, в якій зображується Будда, який перемагає Мару.